# Nepenthes hookeriana
Nepenthes hookeriana este o specie de plante carnivore din genul Nepenthes, familia Nepenthaceae, ordinul Caryophyllales, descrisă de John Lindley. Conform Catalogue of Life specia Nepenthes hookeriana nu are subspecii cunoscute.

## Galerie de imagini

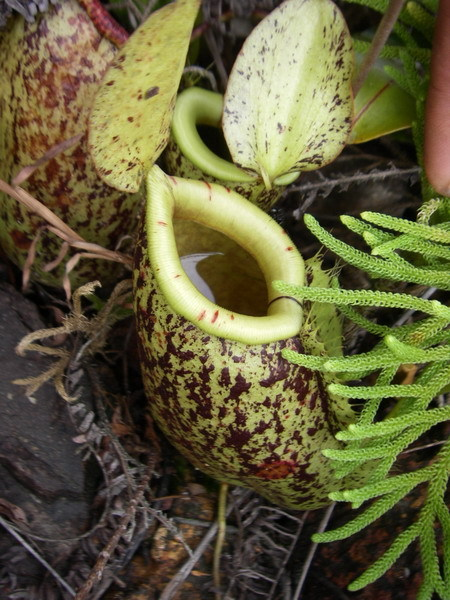
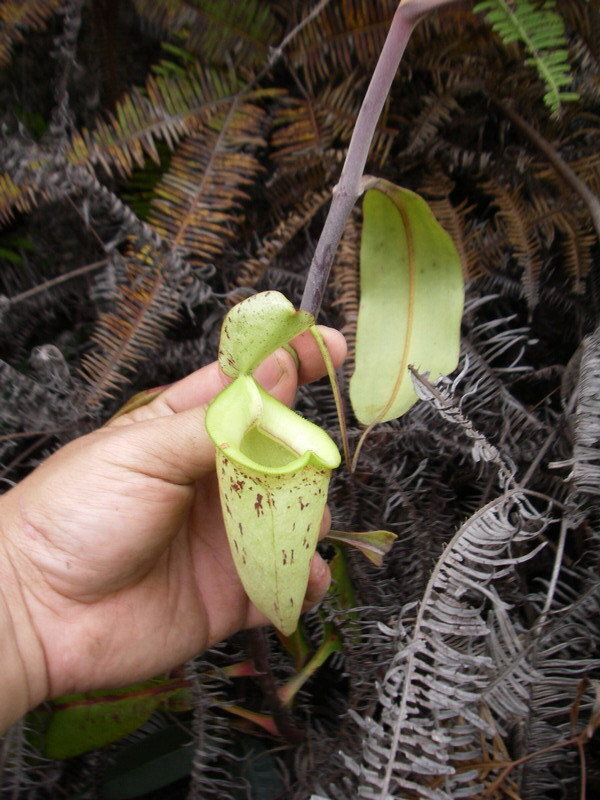
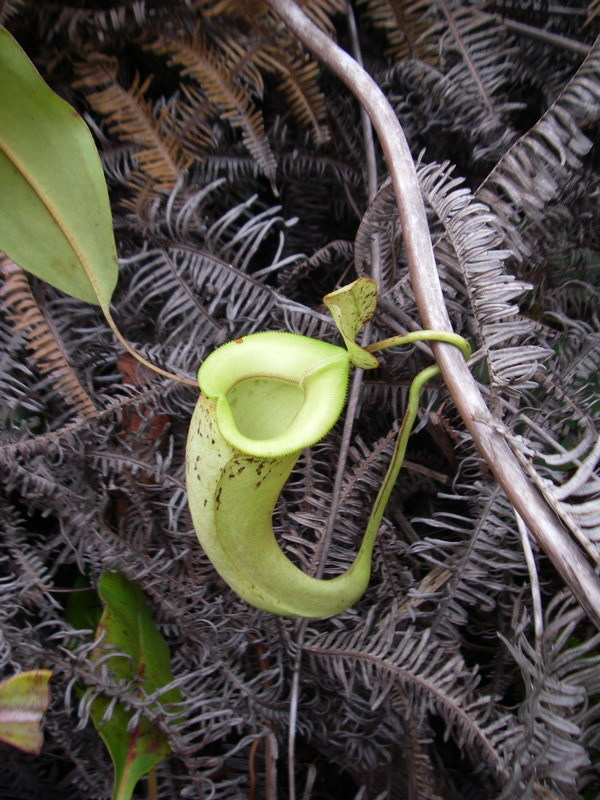
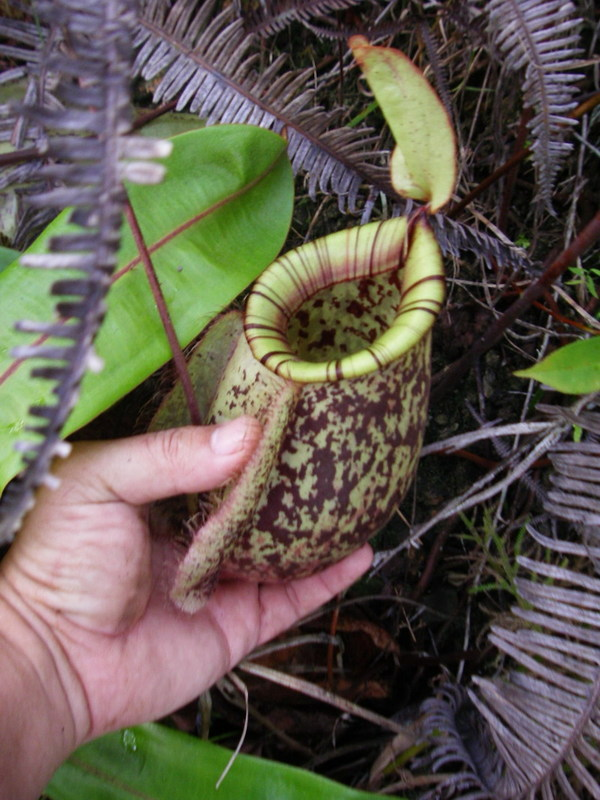
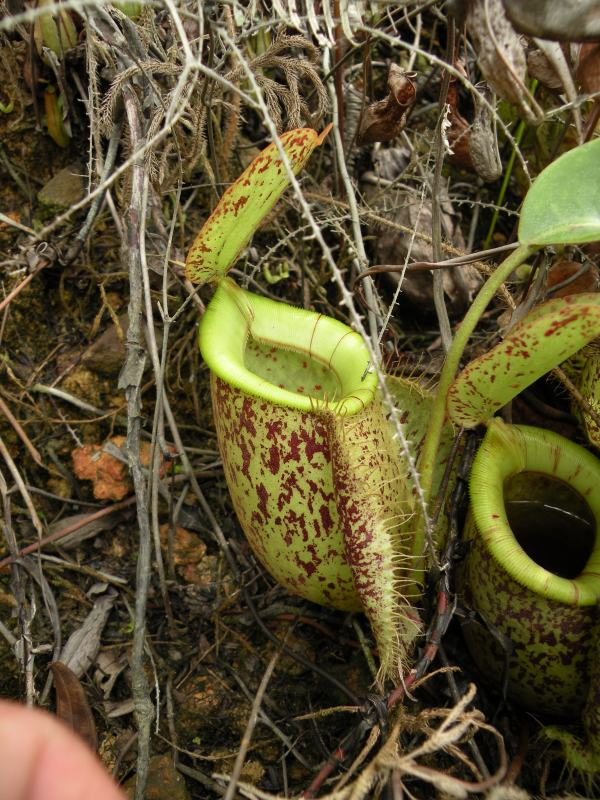
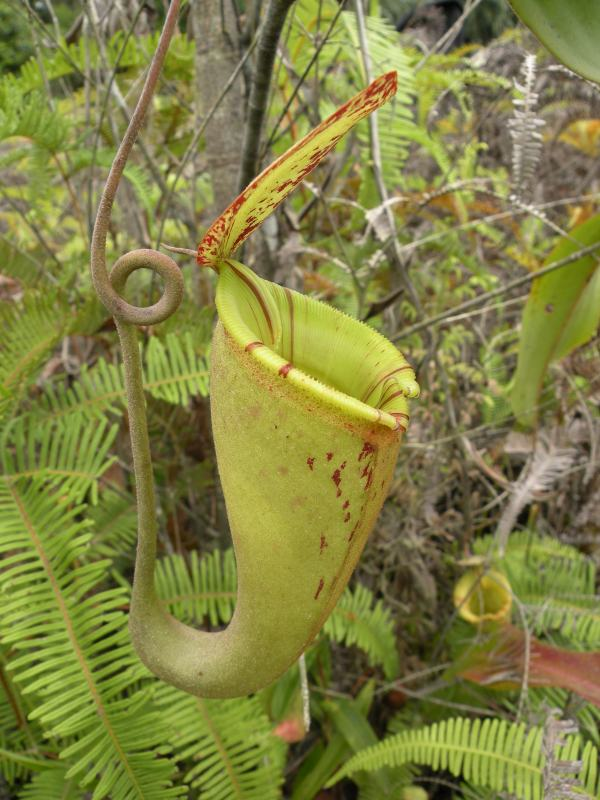
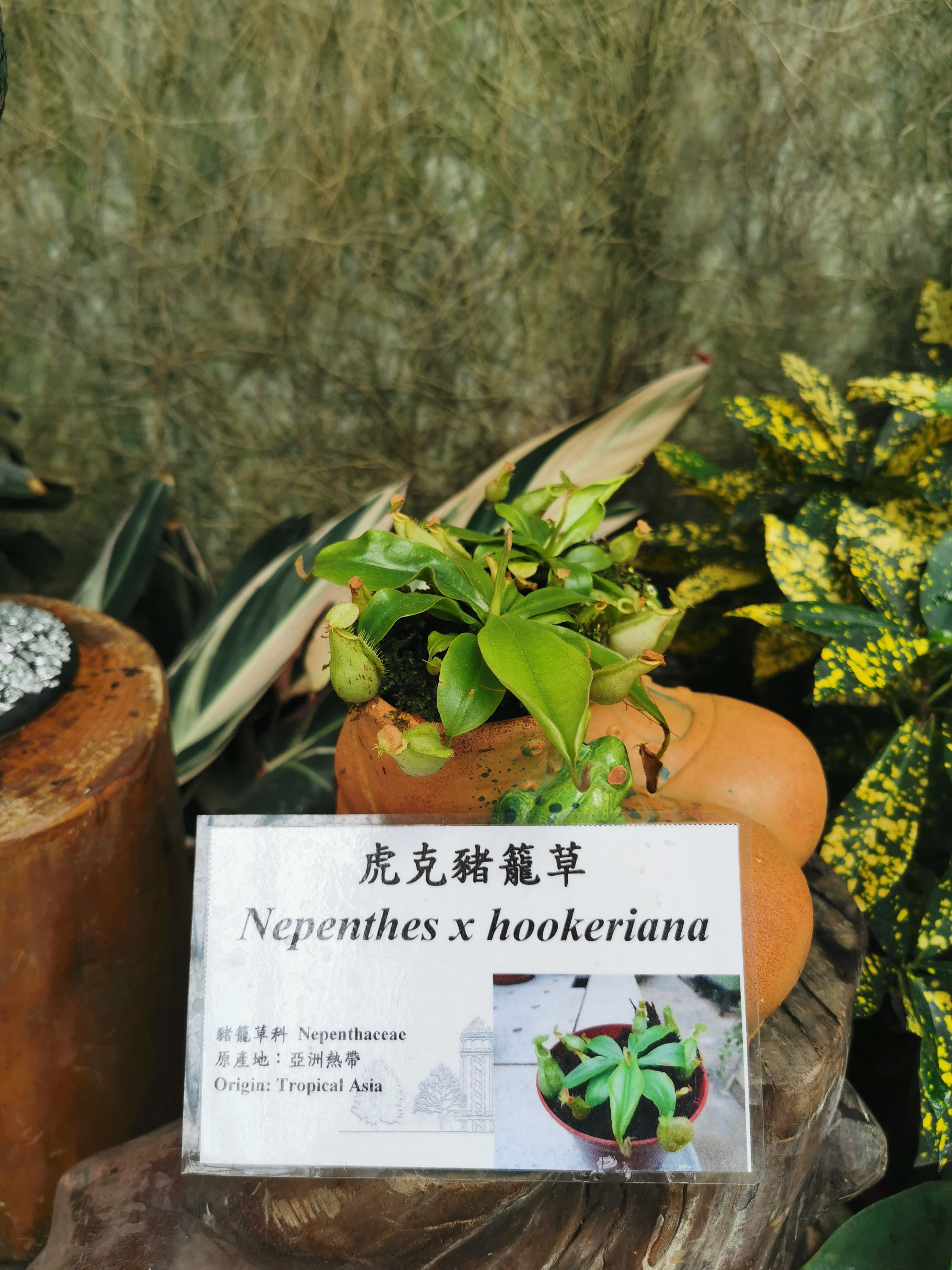